# Atanas Stojanow
Atanas Stojanow (auch Atanas Stoyanov geschrieben, bulgarisch Атанас Стоянов; * 19. Juli 1969 in Kameno, Bulgarien) ist ein bulgarischer Maler und Bildhauer. Er vertritt die zeitgenössische bulgarische Malerei, Skulptur und ist ein Vertreter der dekorativen Kunst/Interior Art in Bulgarien. Stojanow lebt und arbeitet in der Schwarzmeerhafenstadt Burgas.

## Leben

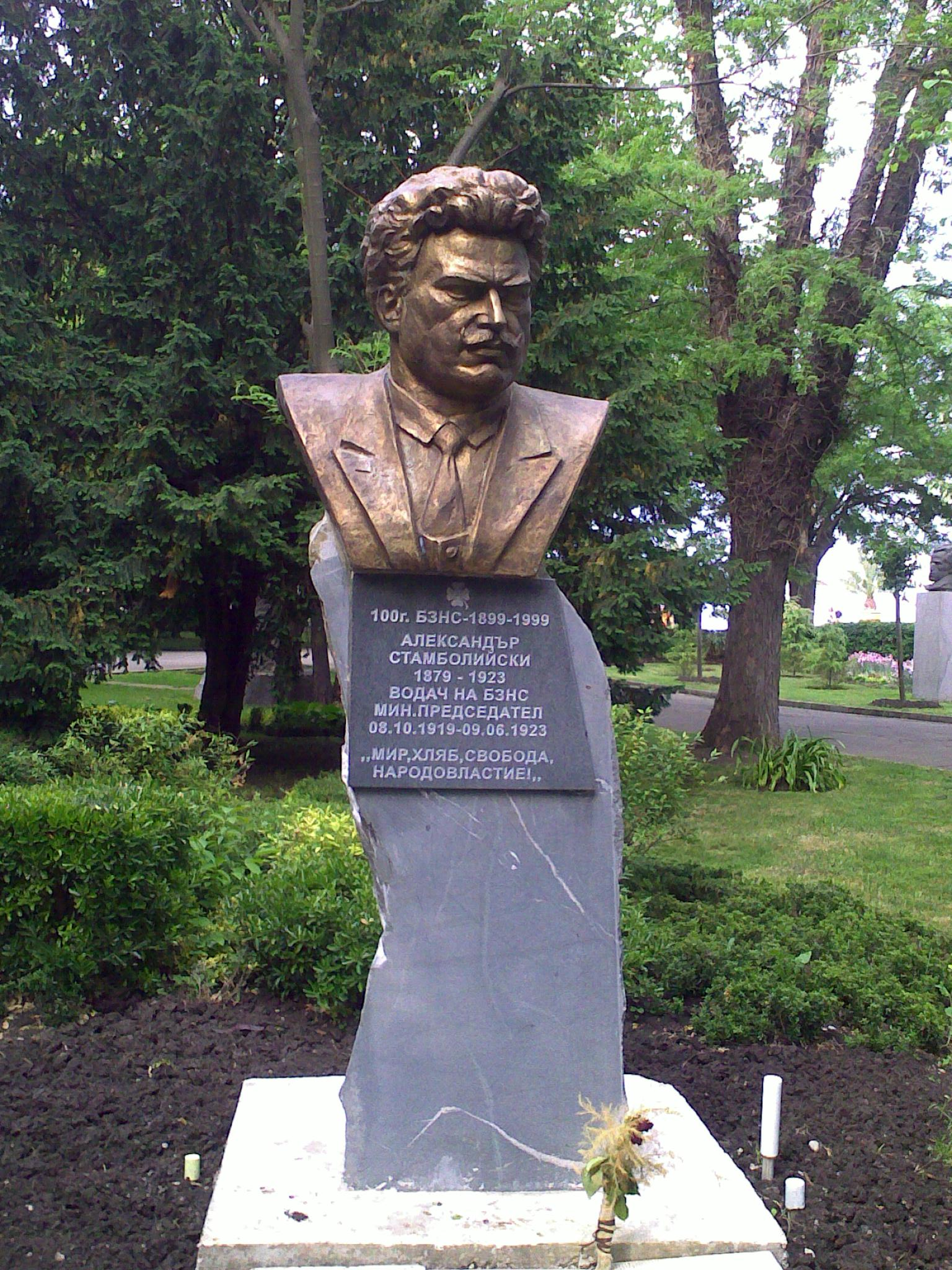
Büste von Aleksandar Stambolijski im Meeresgarten in Burgas, gefertigt von Stojanov

Atanas Stojanow wurde am 19. Juli 1969 in Kameno, bei Burgas geboren. Nach dem Grundschulbesuch zog er nach Kunino (bei Wraza), wo er das dortige Kollege für Steinbearbeitung im Fach Skulptur besuchte und 1988 abschoss. Nach zwei Jahren Militärdienst zog er nach Weliko Tarnowo, wo er 1995 sein Studium der „Skulptur“ am Fakultät der Schönen Künste an der Universität Weliko Tarnowo beenden konnte.
Stojanow ist heute aktives Mitglied des Kunstvereins Burgas und seit Ende der 1990er Lehrer für Skulptur und Design im Kunstgymnasium der Stadt.

## Ausstellungen und Projekte
Stoyanov malt expressiv und benutzt in seinen Werken das Zeichen und Symbole.
Ausstellungen
- Galerie „Chemus“ (1999)
- Galerie „Bulart“ (2000)
- Galerie „Burgas“ (2002)

Weitere
Stojanow hat mehrere Beteiligungen nationale – in Sofia, Plowdiw, Burgas, Warna und internationale, z. B. in Brüssel und Manisa, Türkei Ausstellungen. 2008 und 2009 nahm er am Festival der Sandskulpturen in Burgas teil.
2010 war Stojanow Teil des internationalen Projekts „InHand“ Im selben Jahr erarbeitete er die Geschenkurkunde für die Auszeichnung „Maler des Jahres“ der Gemeinde Burgas.
In den letzten Jahren verwirklichte Stojanow mehrere Projekten gemeinsam mit dem Bildhauer Ljubomir Kozew und dem Maler Dobrin Watew.